# Кошијева теорема о средњој вредности
Кошијева теорема је теорема средње вредности, и представља уопштење Лагранжове теореме. Названа је по математичару Огистену Лују Кошију.

## Формулација
Кошијева теорема се прецизно формулише на следећи начин:
Ако су функције {\displaystyle f} и Рашчлањивање није успело (SVG (MathML се може укључити преко плугина за прегледач): Invalid response ("Math extension cannot connect to Restbase.") from server "http://localhost:6011/sr.wikipedia.org/v1/":): {\displaystyle g}
:
- непрекидне на затвореном интервалу {\displaystyle [a,b]} ,
- диференцијабилне на отвореном интервалу {\displaystyle (a,b)}, и
- {\displaystyle g'(x)\neq 0}

тада постоји тачка {\displaystyle c\in (a,b)}, за коју важи {\displaystyle {\frac {f(b)-f(a)}{g(b)-g(a)}}={\frac {f'(c)}{g'(c)}}}

## Доказ
Дефинишимо функцију:
{\displaystyle h(x)=f(x)-f(a)-({\frac {f(b)-f(a)}{g(b)-g(a)}})(g(x)-g(a)))}
Како је функција {\displaystyle f} непрекидна и диференцијаблна на интервалу {\displaystyle [a,b]}, односно {\displaystyle (a,b)}, и функција {\displaystyle h} је непрекидна и диференцијабилна на истим интервалима. Шта више, {\displaystyle h(a)=h(b)=0}, што значи да на функцију {\displaystyle h} можемо применити Ролову теорему.
{\displaystyle h'(x)=f'(x)-({\frac {f(b)-f(a)}{g(b)-g(a)}})g'(x)}
Из претходног објашњења следи
{\displaystyle 0=h'(c)=f'(c)-({\frac {f(b)-f(a)}{g(b)-g(a)}})g'(c)},
а одавде следи и тврђење теореме:
{\displaystyle {\frac {f'(c)}{g'(c)}}=({\frac {f(b)-f(a)}{g(b)-g(a)}})}